# Bernhard Flies
Bernhard Flies, född 1770, död 1851, var en tysk kompositör.

## Musik
- Det regnar på vår kärlek ursprungligen "Wiegenlied" (Schlafe, mein Prinzchen);[3] musiken felaktigt tillskriven Wolfgang Amadeus Mozart